# Certima unicolor
Certima unicolor là một loài bướm đêm trong họ Geometridae.